# Nujabes
Jun Seba (瀬葉淳, Seba Jun) (7 de fevereiro de 1974 - 26 de fevereiro de 2010), Nascido Jun Yamada (山田 淳), foi um produtor musical e DJ japonês, mais conhecido pelo nome artístico Nujabes, inversão do seu nome verdadeiro.

Ele também era dono das lojas de discos de Shibuya e fundador do selo independente Hydeout Productions. Seu estilo mistura hip hop, rap e jazz.

## Carreira
Nujabes era um dos mais respeitados no meio do hip hop até a data de sua morte. Trabalhando ao lado de artistas tanto ocidentais quanto orientais, fundou em 2003 o selo independente Hydeout Productions, por onde passaram DJs e Produtores musicais. Uma das características mais marcantes no trabalho de Nujabes é a influência do jazz e do soul, usando samples de gravações de músicos como o pianista Bill Evans e renomado saxofonista Yusef Lateef, suas músicas costumam repassar experiências sinestésicas. Essa ideia também transparece o imaginário do encarte de seus CDs, onde retratam um estilo de arte particular, bem abstrato e colorido.

## Morte
Em 26 de fevereiro de 2010, ele sofreu um acidente de trânsito na rodovia Shuto Expressway, tendo sido encaminhado ao hospital, onde não resistiu.

## Legado
Nujabes produziu verdadeiras preciosidades musicais, por serem algo distinto realizado com excelência, um trabalho onírico, atmosférico, de qualidade insuperável, de linguagem universal, que irá agradar não apenas os amantes de música nipônica, mas como também os mais fervorosos fãs de Hip Hop, Jazz, R&B e até mesmo gêneros mais alternativos, como Downtempo e Trip Hop. Hoje em dia Nujabes é lembrado com carinho – obra e pessoa – por todos, sendo que diversos artistas com quem trabalhou lançaram álbuns tributos em sua homenagem e também o projeto “Eternal Soul”, em que foi realizado um show e um documentário com diversos artistas com quem Nujabes trabalhou.

## Discografia
- Hydeout Productions 1st Collection (2003)
- Metaphorical Music (2003)
- Modal Soul (2005)
- Hydeout Productions 2nd Collection (2007)
- Spiritual State (2011)
- Samurai Champloo Music Records - Depature (2004)
- Samurai Champloo Music Records - Impression (2004)

### EPs e Singles
- 1999: Ain't No Mystery
- 2002-2013: Luv (Sic) Part 1 - Part 6
- 2003: Lady Brown 12"
- 2015: Perfect Circle (With Shing02)